# Silvano Poropat
Silvano Poropat (* 16. April 1971 in Pula, SFR Jugoslawien) ist ein kroatischer Basketballtrainer. Im Jahr 1999 ging er bereits nach Deutschland und übernahm schließlich 2004 im Verein in Ludwigsburg die Herrenmannschaft in der Basketball-Bundesliga. Mit dieser Mannschaft wurde er in der Bundesliga-Spielzeit 2006/07 Zweiter der Hauptrunde und als Trainer des Jahres ausgezeichnet. Nach kurzen Stationen in Lettland und bei der BG Karlsruhe wurde er zur ProA-Saison 2011/12 Trainer des Mitteldeutscher BC in Weißenfels, dem er zur Rückkehr in die höchste deutsche Spielklasse verhalf. Nachdem die Weißenfelser trotz vergleichsweise geringer finanzieller Mittel in der Bundesliga-Saison 2013/14 auf dem neunten Platz nur knapp den Sprung in die Play-offs um die deutsche Meisterschaft verpasst hatten, wurde Poropat ein weiteres Mal als Trainer des Jahres ausgezeichnet. Mit dem Weißenfelser Verein vereinbarte Poropat eine Fortführung seiner Tätigkeit als Cheftrainer bis 2020. Am 26. Dezember 2015 gab er seinen sofortigen Rücktritt bekannt. Im Januar 2019 und später noch einmal im Februar 2020 kehrte er zum MBC zurück.

## Werdegang
Poropat begann erst vergleichsweise spät mit 16 Jahren mit dem Basketballspiel. Er hatte selbst keine nennenswerte Karriere als Spieler und verlegte seinen Schwerpunkt bald auf die Trainertätigkeit. Er begann als solcher mit 21 Jahren beim Klub aus Rovinj in Istrien. 1999 kam er nach Deutschland und wurde Jugendtrainer beim ehemaligen Erstligisten aus Ludwigsburg. Bald rückte Poropat in den Trainerstab der ersten Herrenmannschaft auf, der 2002 unter Cheftrainer Peter Schomers nach nur einer Saisonniederlage in der 2. Bundesliga die Rückkehr in die höchste Spielklasse gelang. Poropat trainierte zudem die Reservemannschaft des Vereins BSG in der Regionalliga. Nach einer mäßigen Saison als Erstliga-Aufsteiger, in der man mit neun Saisonsiegen den drittletzten Tabellenplatz belegte, wurde Poropats Landsmann Bruno Socé Nachfolger von Schomers, doch in der Bundesliga-Saison 2003/04 erzielte man gar nur acht Saisonsiege und wäre sportlich abstiegen, wenn nicht Brandt Hagen Konkurs gegangen wäre und FIBA-EuroCup-Challenge-Titelgewinner Mitteldeutscher BC einen Lizenzentzug wegen Insolvenz hätte hinnehmen müssen. Poropat hatte zum Saisonende Socé bereits als Cheftrainer abgelöst und setzte sich mit der Mannschaft in den folgenden Spielzeiten endgültig wieder in der höchsten Spielklasse fest, als man zunächst Dritter im Pokalwettbewerb 2005 sowie als Hauptrunden-Achter 2005 und Sechster 2006 die Play-off-Finalrunde um die deutsche Meisterschaft erreichte. In den Play-offs blieb man zunächst jeweils sieglos und schied in der ersten Runde aus. In der Spielzeit 2006/07 erreichte man nach einem weiteren dritten Platz im deutschen Pokalwettbewerb mit Bundesliga-MVP Jerry Green die zweitbeste Hauptrundenbilanz aller Mannschaften und gewann auch die erste Play-off-Serie gegen Rekordmeister Bayer Giants Leverkusen. Die Halbfinalserie verlor man dann jedoch gegen den späteren Titelgewinner Brose Baskets in vier Spielen. Nachdem man 2007 im europäischen Vereinswettbewerb ULEB Cup bereits nach der Vorrunde ausgeschieden war, konnte auch das Erreichen des Pokalfinales 2008, das gegen die Artland Dragons verloren ging, nicht über das enttäuschende Abschneiden auf dem 13. Platz in der Bundesliga-Saison 2008/09 hinweghelfen. Im Sommer 2008 trennte sich der Verein unter der Führung von Alexander Reil trotz laufenden Vertrags von Poropat, dem man Schwächen und Fehler in der Kaderzusammenstellung vorwarf.
Nach einer Pause wurde Poropat im Januar 2010 vom amtierenden lettischen Meister aus Ventspils verpflichtet. Mit der Mannschaft gewann Poropat die Viertelfinalserie der Baltic Basketball League gegen den lettischen Konkurrenten VEF Riga und erreichte nach dem vierten Platz beim Final-Four-Turnier eine Verbesserung zur Vorsaison. Doch in der lettischen Meisterschaft schlug VEF aus der lettischen Hauptstadt in fünf Spielen der Halbfinalserie den Titelverteidiger BK Ventspils, der sich nach Saisonende von Poropat wieder trennte.
Dieser kehrte zunächst in den Südwesten Deutschlands zurück, in der weiter seine Familie lebte, und übernahm den ehemaligen Erstligisten BG Karlsruhe in der ProA-Saison 2010/11, wie die nunmehr zweithöchste Spielklasse in Deutschland genannt wurde. Bereits kurz nach Saisonbeginn Anfang Oktober 2010 beendete Poropat die missglückte Zusammenarbeit aus eigenem Antrieb. Doch bereits zur folgenden Saison bekam er ein neues Engagement in der ProA beim Erstliga-Absteiger Mitteldeutscher BC (MBC) aus Weißenfels. Poropat führte die Mannschaft in der ProA-Saison 2011/12 als Hauptrundenerster in die erstmals ausgetragenen Aufstiegsrunde. Auch die Play-offs gewann man und erreichte somit den Wiederaufstieg, weshalb Poropat als Trainer des Jahres der ProA ausgezeichnet und mit einer vorzeitigen Vertragsverlängerung bis 2015 von Seiten des MBC belohnt wurde. Nach dem drittletzten Platz als Aufsteiger in der Bundesliga-Spielzeit 2012/13 noch vor seinem ehemaligen Klub aus Ludwigsburg führte Poropat die Mannschaft 2014 auf den neunten Platz. Man verpasste nur um zwei Siege den Einzug in die Play-offs hinter den Ludwigsburgern, die sich sogar auf den achten Platz verbessert hatten, und stand vor Vereinen mit deutlich höherem Budget. Poropat wurde ein weiteres Mal als Trainer des Jahres ausgezeichnet. Nach ausgezeichnetem Auftakt in die Bundesliga-Saison 2014/15 führte eine Niederlagenserie den Verein an den Rand der Abstiegsplätze, doch nach dem Klassenerhalt verlängerte der Verein noch vor Saisonende den Vertrag mit Poropat um fünf Jahre, was eine außergewöhnlich langfristige Vereinbarung für einen Trainervertrag in der höchsten deutschen Spielklasse darstellte. Nachdem es seiner Mannschaft im ersten Teil der Saison 2015/16 nicht gelungen war, den Tabellenkeller zu verlassen, trat Poropat am 26. Dezember 2015 von seinem Posten mit sofortiger Wirkung zurück. Seine Nachfolge übernahm der Serbe Predrag Krunić.
Am 3. März 2016 wurde Poropat neuer Trainer der Telekom Baskets Bonn und folgte auf Interimstrainer Carsten Pohl, der zuvor die Mannschaft von Mathias Fischer übernommen hatte. In Bonn unterschrieb Poropat einen Vertrag bis Saisonende 2016/17. Mitte September musste Poropat sein Amt in Bonn jedoch aufgrund gesundheitlicher Probleme niederlegen und der Verein gab an, dass Poropat auf jeden Fall mehrere Monate pausieren müsse. Mit Krunić verpflichteten die Bonner aufgrund dessen einen neuen Trainer für die Saison 2016/17.
Zur Saison 2017/28 kehrte Poropat in den Sport zurück und übernahm das Traineramt beim niederländischen Erstligisten SPM Shoeters Den Bosch. Ende Januar 2019 wurde er wieder Cheftrainer des abstiegsbedrohten Bundesligisten Mitteldeutschen BC und führte die Mannschaft zum Klassenerhalt. Anschließend trennten sich Poropat und der MBC, da man sich nicht auf die Fortsetzung der Arbeit einigen konnte, im Sommer 2019 betreute er als Trainer die weibliche U18-Nationalmannschaft der Niederlande.
Ab Februar 2020 wurde er unter Henrik Rödl Co-Trainer der deutschen Herrennationalmannschaft. Zudem kehrte er Mitte Februar 2020 beim abstiegsbedrohten Bundesligisten Mitteldeutscher BC ins Traineramt zurück, um diese Aufgabe zusätzlich zu seiner Tätigkeit für den Deutschen Basketball-Bund auszuüben. Nach dem Saisonende 2020/21 endete seine Amtszeit beim MBC. Poropat betreute die Mannschaft in insgesamt 208 Pflichtspielen, in denen es 93 Siege gab.
Im Juni 2025 gab der Mitteldeutsche BC Poropats Rückkehr bekannt. Er wurde diesmal nicht als Trainer, sondern als Sportdirektor eingestellt. In diesem Amt wurde Poropat für die Gesamtausrichtung im sportlichen Bereich, die Bundesligamannschaft sowie die Nachwuchsarbeit zuständig.

## Erfolge und Auszeichnungen
- Bundesliga-Trainer des Jahres: Saison 2006/07, Saison 2013/14